# Sibirischer Landrücken
Der Sibirische Landrücken (russisch Сиби́рские Ува́лы/Sibirskije Uwaly) ist ein bis 285 m hoher Höhenzug im Zentralteil des Westsibirischen Tieflands im asiatischen Teil Russlands.

## Lage und Relief
Der Landrücken erstreckt sich über mehr als 900 km ungefähr entlang des 63. Breitengrades vom Ob bis zum Quellgebiet des linken Jenissei-Nebenflusses Jelogui. Er bildet die Wasserscheide zwischen den rechten Nebenflüssen des Ob-Mittellaufes im Süden und den rechten Nebenflüssen des Ob-Unterlaufes sowie den Einzugsgebieten von Nadym, Pur und Tas im Norden.
Die größten Höhen von mehr als 200 m werden im äußersten westlichen Teil des Landrückens zwischen Ob und den Quellflüssen des Ljamin sowie im Ostteil in den Quellgebieten von Pur, Tas und Jelogui erreicht. Die mit 285 m (nach anderen Angaben 278 m) höchste Erhebung, Saryn genannt, liegt im Ostteil nördlich der Achse des Höhenzuges zwischen den linken Tas-Nebenflüssen Karalka (Korylky) und Watylka (Wettylky) (Lage).
Teilweise wird auch der Höhenzug Ljulimwor, der sich rechts der Nördlichen Soswa westlich des Ob in Richtung Ural erstreckt, als Fortsetzung und Teil des Sibirischen Landrückens angesehen. Er erreicht südlich der Mündung des Ljapin in die Nördliche Soswa eine Höhe von 301 m (nach anderen Angaben 307 m).
Das Relief des höheren West- und Ostteils ist hügelig und von Moränen geprägt. Der teils nur 110 bis 120 m hohe, im Verlauf des Eiszeitalters fluvioglazial geprägte Zentralteil des Sibirischen Höhenzuges hat eine ebene Oberfläche.
Der Westteil des Höhenzuges liegt auf dem Territorium des Autonomen Kreises der Chanten und Mansen/Jugra. Vom Quellbereich des Kasym in östlicher Richtung verläuft ungefähr entlang der Wasserscheide des Landrückens die Grenze des Autonomen Kreises zum nördlich anschließenden Autonomen Kreises der Jamal-Nenzen. Im äußersten Osten wird die Region Krasnojarsk erreicht.

## Hydrographie
An der Südflanke des Sibirischen Landrückens haben die rechten Nebenflüsse des Ob-Mittellaufs ihren Ursprung. In Ob-Fließrichtung von Ost nach West sind das der Wach mit seinen rechten Zuflüssen Sabun und Kolikjogan, der Tromjogan mit seinem linken Zufluss Agan, Pim, Ljamin und Nasym.
An der Nordflanke entspringen die in den Ob-Unterlauf mündenden Kasym (der als einziger der größeren Flüsse parallel zum  Landrücken fließt) und Polui sowie die großen Ströme des nördlichen Westsibirien Nadym, Pur (mit seinen Quellflüssen Pjakupur, Aiwassedapur, Jetypur und Jerkalnadeipur) und Tas mit seinen linken Nebenflüssen wie Tolka und Tschasselka. Ganz im Osten entspringen der linke Jenissei-Nebenfluss Jelogui und seine Nebenflüsse, wie der Kellog.
Der flache Zentralteil des Sibirischen Höhenzuges ist außerordentlich stark versumpft; hier gibt es zehntausende von kleinen Seen.

## Vegetation
In den höheren West- und Ostteilen des Sibirischen Landrückens überwiegt feuchte Taiga mit Fichten, Lärchen und Kiefern. Im flachen Zentralteil werden die Sumpfgebiete von lichter Lärchentaiga unterbrochen.
Am Nordrand des Landrückens geht die Taiga allmählich in Waldtundra und Tundra über.

## Besiedlung, Infrastruktur und Wirtschaft
Bis in die Mitte des 20. Jahrhunderts war das Gebiet des Sibirischen Landrückens sehr dünn und vorwiegend von Angehörigen indigener Ethnien besiedelt, hauptsächlich Chanten, nach Norden zunehmend auch Nenzen, im Osten Selkupen.
Mit der Entdeckung der riesigen Erdöl- und Erdgasvorkommen Westsibiriens ab den 1960er Jahren, auch im Bereich des Sibirischen Landrückens, begann die Erschließung vieler Teile des Gebietes. Im Zentralteil wird der Höhenzug heute von der Eisenbahnstrecke Tjumen – Surgut – Nowy Urengoi und der parallel verlaufenden Straße gekreuzt. Hier entstand die Stadt Nojabrsk. Auch eine Reihe von Pipelines kreuzt den Landrücken.